# 2021年大洋洲足協U-20錦標賽
2021年大洋洲足協U-19錦標賽是第23屆大洋洲足協U-19/U-20錦標賽，賽事原定於2020年7月在薩摩亞舉行，但2020年5月14日大洋洲足協宣佈由於COVID-19疫情而將比賽延期，比賽將於2020年10月前但不遲於2021年1月舉行。2020年7月28日，大洋洲足協宣布比賽將於2021年1月舉行，預定於2021年1月23日至2月7日之間舉行，比賽名稱從「2020年大洋洲足協U-19錦標賽」更改為「2021年大洋洲足協U-20錦標賽」。大洋洲足協於2020年12月16日宣布比賽無限期延期，直到從國際足協於2021年5月至6月在印尼舉行的2021年國際足總U-20世界盃的舉辦狀態，而比賽前兩名隊伍將作為大洋洲代表資格參賽。
國際足協於2020年12月24日取消2021年國際足總U-20世界盃的決定，而大洋洲足協於2021年1月18日宣布，比賽將繼續於2021年舉行，具體日期將在未來幾個月內決定。但是在2021年3月4日，大洋洲足協決定宣布比賽取消，薩摩亞將繼續擔任2022年下一屆賽事主辦國。

## 參賽隊伍
| 球隊            | 參賽次數 | 最佳成績                                          |
| --------------- | -------- | ------------------------------------------------- |
| 美属萨摩亚      | 6        | 小組賽 (1998, 2011, 2014)                         |
| 庫克群島        | 4        | 小組賽 (2001, 2016)                               |
| 斐济            | 22       | 冠軍 (2014)                                       |
| 新喀里多尼亞    | 13       | 亞軍 (2008)                                       |
| 新西兰          | 22       | 冠軍 (1980, 1992, 2007, 2011, 2013, 2016)         |
|                 | 15       | 殿軍 (1978, 1982)                                 |
| 萨摩亚 (主辦國) | 10       | 小組賽 (1988, 1994, 1998, 2001, 2002, 2005, 2007) |
| 所罗门群岛      | 10       | 亞軍 (2005, 2011)                                 |
| 法屬玻里尼西亞  | 12       | 冠軍 (1974, 2008)                                 |
|                 | 7        | 小組賽 (1998, 2001, 2002, 2005)                   |
|                 | 16       | 亞軍 (2014, 2016)                                 |

## 外部鏈接
- OFC U-20 Championship 2021 （页面存档备份，存于）, at Oceania Football Confederation